# 20 juli-attentatet

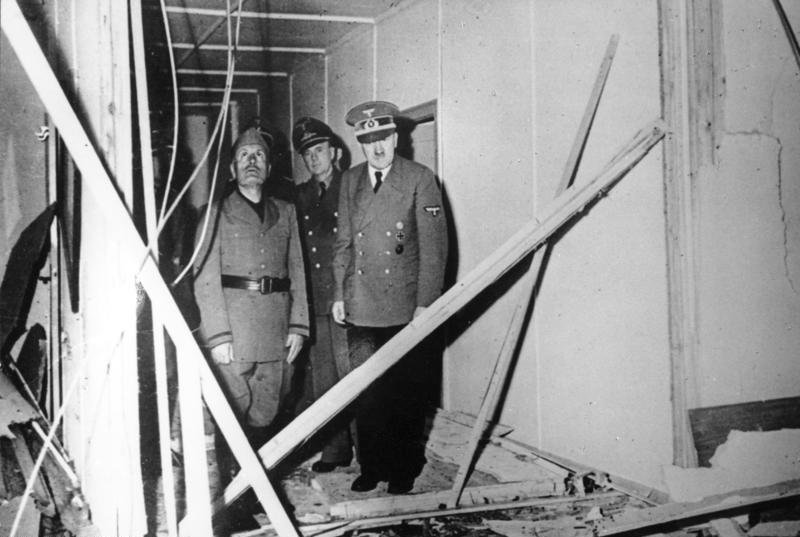
Hitler och Mussolini inspekterar förödelsen några timmar efter attentatet.

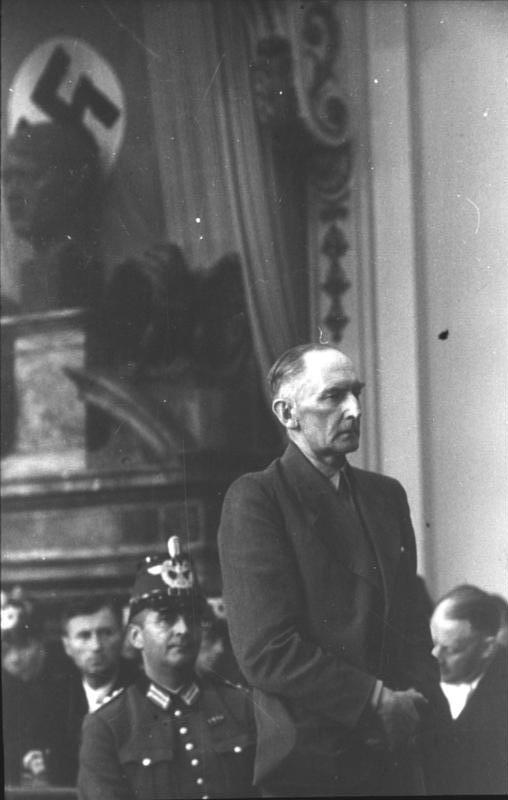
Fältmarskalk Erwin von Witzleben inför Volksgerichtshof.

20 juli-attentatet kallas det mest kända attentatet mot Adolf Hitler. Det genomfördes den 20 juli 1944 i Hitlers högkvarter Wolfsschanze (Varglyan) nära Rastenburg i Ostpreussen. Attentatet följdes av ett kuppförsök i Berlin, med syfte att avveckla det nazistiska Tredje Riket och sluta separatfred med västmakterna.

## Operation Valkyria
Valkyria (tyska Walküre) var ursprungligen en plan som skapades inom tyska krigsmakten (Wehrmacht) i början av andra världskriget för att användas vid ett befarat uppror från civilbefolkningen, krigsfångar eller koncentrationslägerfångar och för att införa undantagstillstånd i hela  Tyskland. Soldater ur ersättningsarmén (Ersatzheer), som var en del av armén som var stationerad inom rikets gränser, skulle då besätta krigsviktiga ställen i Berlin och andra större städer. Kodordet för att sätta planen i verket var "Walküre" och att utlösa kodordet var förbehållet Adolf Hitler personligen samt befälhavaren för ersättningsarmén. 
Denna plan omarbetades av de officerare som tillhörde motståndsrörelsen och som planlade och genomförde attentatet mot Adolf Hitler för att därefter genomföra en militärkupp och störta nazistregimen och gavs även i fortsättningen namnet Operation Valkyria efter ursprungsplanen. Enligt den omarbetade planen skulle man bland annat ta kontroll över rikets städer och radiostationer, avväpna SS och arrestera de ledande nazisterna.

## Ledningen för attentatsplanerna
Generalöverste Ludwig Beck och general Friedrich Olbricht hade länge diskuterat att mörda Adolf Hitler. Deras bevekelsegrunder anses allmänt ha varit att "någon måste visa världen att det faktiskt fanns missnöje med både diktatorn själv och hela det nationalsocialistiska samhället". De ansåg - liksom flera generaler och fältmarskalkar vid tidpunkten - att om Tyskland skulle kunna räddas måste nazismen försvinna. Djupare planer på att till exempel hoppas på fred på västfronten var bara förhoppningar, och för sent, enligt Churchill då nyheten nådde honom. 
Olbricht hade ett flertal gånger försökt både skjuta Hitler (men aldrig fått lämpligt tillfälle) och burit en "självmordsbomb" ombord på en flygning mellan Berlin och Ostpreussen där han reste med Hitler. Men bombens utlösningsmekanism hade inte fungerat. Efter de västallierades landstigning i Normandie den 6 juni 1944 blev saken mer akut. Och när deras vän överste greve Claus Schenk von Stauffenberg fick anledning att göra visit i Hitlers befälsbunker för östfronten den 20 juli tvekade han aldrig.

## Attentatet
Attentatsdagens morgon, den 20 juli klockan 07.00, flög von Stauffenberg och adjutanten Werner von Haeften från Rangsdorfs flygplats, söder om Berlin. Planet landade vid Rastenburg strax efter klockan tio. Piloten fick order om att vara beredd att flyga tillbaka från och med klockan 11.30. Från flygfältet åkte de i en stabsbil till Hitlers högkvarter Wolfsschanze. Efter lunch tog Stauffenberg kontakt med OKW:s signalchef Erich Fellgiebel, som tillhörde de sammansvurna, för att säkerställa att denne var beredd att så snart bomben exploderat meddela de sammansvurna i Berlin, så att de kunde gå till aktion. Fellgiebel hade även i uppgift att isolera högkvarteret genom att bryta alla telefon-, telegraf- och radioförbindelser.
Mötet tidigarelades från klockan 13.00 till 12.30, då Mussolini skulle anlända med tåg klockan 14.30. Av Keitel fick Stauffenberg rådet att hålla en kort rapport, för att kunna avsluta mötet så tidigt som möjligt. Mötet ägde rum i konferensbaracken (Lagebaracke), istället för i den underjordiska bunkern.
Stauffenberg hade i sin portfölj en bomb av engelsk tillverkning, som utlöstes genom att en glaskapsyl krossades. Därigenom frättes en ståltråd sönder, varefter slagstiftet träffade tändhatten. Utlösningstiden berodde på ståltrådens tjocklek och var denna dag inställd på tio minuter.
På väg in till konferensen tillsammans med Keitel, ursäktade sig Stauffenberg med att han glömt mössan och uniformskopplet i tamburen. Han vände tillbaka och krossade under tiden bombens glaskapsyl. När Stauffenberg sedan tillsammans med Keitel var på väg in i konferensrummet, sade han till sergeanten i telefonväxeln att han väntade samtal från Berlin, och att han måste tillkallas när det kom.
I rummet fanns ett bord som var 5,5 meter långt och 1,5 meter brett, tillverkat av ek. Det stod på två kraftiga stöd, placerade nära bordsändarna. Stauffenberg tog plats någon meter till höger om Hitler och placerade portföljen på golvet, på insidan av det ena bordsstödet, cirka två meter från Hitler. Klockan var då 12.37. Därefter smög sig Stauffenberg ut, vilket ingen observerade. Överste Heinz Brandt flyttade portföljen, då den stod i vägen för honom, och placerade den på andra sidan av bordsstödet. Detta räddade troligen Hitlers liv, medan Brandt dog när bomben exploderade.
Det pågående föredraget höll på att avslutas, när Keitel skulle förbereda Stauffenberg på att det var dags för dennes föredrag. Han fann då att Stauffenberg inte var på plats och gick ut för att se om Stauffenberg var i telefonväxeln, men möttes av beskedet att denne lämnat byggnaden. Keitel gick då tillbaka till konferensrummet, varvid bomben exploderade klockan 12.42. Stauffenberg, som befann sig tillsammans med Fellgiebel i en annan byggnad, såg explosionen och trodde att alla i konferensrummet dödats. Han lämnade Fellgiebel och lyckades ta sig ut från stabsplatsen, trots att passagerna stängts för in- och utpassering. De körde till flygfältet, där planet hölls startberett och lyfte strax efter klockan ett. Klockan 15.45 landade det på Rangsdorfs flygplats.
Stauffenberg var övertygad om att Hitler dödats i explosionen. I själva verket hade han fått lindrigare skador i form av svett hår, brännskador på benen, skadad och tillfälligt förlamad högerarm, spräckta trumhinnor och skador i ryggen av en fallande bjälke. Fyra andra personer dödades.
Inledningsvis var det oklart för de närvarande vad som orsakat explosionen och först efter ungefär två timmar stod det klart att överste Stauffenberg var den som utfört attentatet. Dock förelåg inga misstankar om att en kupp pågick i Berlin.
Klockan fyra tog Hitler emot Mussolini, vars tåg var försenat.

### Närvarande vid konferensen
1. Adolf Hitler, lindrigt skadad

2. Generallöjtnant Adolf Heusinger – ställföreträdande chef för arméns generalstab, lindrigt skadad
3. General Günther Korten – chef för Luftwaffes generalstab†
4. Överste Heinz Brandt – general Heusingers adjutant†
5. General Karl Bodenschatz – Hermann Görings förbindelseofficer vid Führerhögkvarteret, allvarligt skadad
6. Överstelöjtnant Heinz Waizenegger – en av Alfred Jodls stabsofficerare
7. General Rudolf Schmundt – chef för arméstaben†
8. Överstelöjtnant Heinrich Borgmann – Adolf Hitlers arméadjutant, allvarligt skadad
9. General Walther Buhle – chef för arméstaben vid OKW
10. Konteramiral Karl-Jesco von Puttkamer – Adolf Hitlers marinadjutant, lindrigt skadad
11. Stenograf Heinz Berger†
12. Kapten Heinz Assmann – marinstabsofficer vid OKW
13. Major Ernst John von Freyend – Wilhelm Keitels adjutant
14. Generalmajor Walter Scherff – militärhistoriker vid OKW, lindrigt skadad
15. Konteramiral Hans-Erich Voss – marinens förbindelseofficer vid Führerhögkvarteret
16. Otto Günsche – Adolf Hitlers SS-adjutant, lindrigt skadad
17. Överste Nicolaus von Below – Adolf Hitlers adjutant vid Luftwaffe
18. Generallöjtnant Hermann Fegelein – Waffen-SS:s representant vid Führerhögkvarteret
19. Stenograf Heinz Buchholz
20. Major Herbert Büchs – Alfred Jodls andre adjutant
21. Franz von Sonnleithner – Utrikesministeriets representant vid Führerhögkvarteret
22. General Walter Warlimont – ställföreträdande stabschef vid OKW
23. General Alfred Jodl – stabschef vid OKW, lindrigt skadad
24. Generalfältmarskalk Wilhelm Keitel – Chef för OKW

- Överste Claus Schenk von Stauffenberg

† Dödad

## Upproret i Berlin
När Stauffenberg landade i Berlin fick han reda på att det planerade upproret i Berlin inte kommit igång. General Olbricht gav ingen order till Berlins garnison att rycka ut och när Fellgiebel från högkvarteret kontaktade OKH:s signalchef Fritz Thiele i Berlin via telefon verkade det som om Hitler hade överlevt, varför Thiele, med instämmande av Olbricht och general Erich Hoepner, beslöt att inte utfärda Valkyrieorderna. Stauffenberg gav från flygplatsen order till Olbricht att sätta igång operationen och flera order sändes ut via teleprinter och telefon. Generalöverste Friedrich Fromm, överbefälhavare för ersättningsarmén, ville ha bevis för att Hitler var död, varför Olbricht ringde upp Keitel i högkvarteret. Denne svarade, varvid Fromm fick klart för sig att Hitler överlevt. När Stauffenberg anlände till krigsdepartementet klockan 16.30, avfärdade han Keitels uppgift med att denne ljög för att vinna tid.
Det rådde nu förvirring i Berlin och radions lokaler besattes inte. Stauffenberg ringde till general Carl-Heinrich von Stülpnagels stab i Paris, varvid 1 200 SS- och SD-officerare och soldaterna i Paris spärrades in. Stauffenberg lyckades dock inte övertyga Fromm om att Hitler dödats, varför Fromm stängdes in och sattes under bevakning.
Strax efter halv sju på kvällen sändes en kommuniké ut via radio om att det gjorts ett misslyckat försök att döda Hitler. En kvart senare meddelade Stauffenberg via teleprinter armécheferna att kommunikén var falsk, men då var skadan redan skedd för kuppmännen. Keitel sände klockan 20.20 ut meddelande till högre arméofficerare att enbart order från Himmler eller honom själv fick åtlydas.
Strax efter klockan nio på kvällen meddelades över radion att Hitler senare på kvällen skulle hålla ett radiotal. Vid elvatiden arresterades Beck, Hoepner, Olbricht, Stauffenberg, Häften och Mertz av Fromm. Beck sköt sig med en revolver, men åstadkom endast en skråma. Mertz, Olbricht, Stauffenberg och Häften dömdes av en, av Fromm påstått sammankallad ståndrätt, till döden "i Führerns namn" och arkebuserades på gårdsplanen till krigsdepartementet. Hoepner avrättades några veckor senare. Becks andra självmordsförsök misslyckades också, varför han därefter sköts.
Strax efter klockan ett på natten sändes Hitlers radiotal, i vilket han förklarade att han var vid full hälsa och att man skulle göra upp räkningen med de inblandade.

## Följder
Efter det misslyckade attentatet följde en våg av arresteringar, vilka åtföljdes av tortyr, ståndrätt och dödsdomar. Hitler beordrade att de sammansvurna skulle ställas inför folkdomstolen istället för militärdomstol, de tilltalade fick inte hålla några långa tal och avrättningarna skulle verkställas genom hängning inom två timmar efter domen, utan möjlighet till nåd.
Högste domare i folkdomstolen var Roland Freisler. Utgången av rättegången var på förväg given. Samtliga dömdes till döden genom hängning. Om Hitler personligen beordrat dödsdömda extra straff, så som skedde är inte bekräftat. Mer sannolikt är att den lokale SS-kommendanten valde avrättningsmetod. Däremot filmades avrättningarna och lär ha visats för Hitler samma kväll. De dödsdömda hängdes i snaror fastsatta i köttkrokar. De första avrättningarna ägde rum den 8 augusti 1944 i Plötzenseefängelset i Berlin. Åtta män mötte då döden på detta vis:
- Fältmarskalk Erwin von Witzleben
- General Erich Hoepner
- Generallöjtnant Paul von Hase
- Generalmajor Helmuth Stieff
- Juristen Albrecht von Hagen
- Kapten Friedrich Klausing
- Juristen Peter Yorck von Wartenburg
- Överstelöjtnant Robert Bernardis

Många fler officerare var inblandade. De flesta av dessa hade satt allt på ett kort medan andra (som generalöverste Fromm) hade försökt gardera sig. Ytterligare andra fältmarskalkar och generalspersoner inom Wehrmacht hade varit medvetna om att det fanns planer på att mörda Hitler, men inte själv velat bli inblandade - som till exempel fältmarskalkarna Erwin Rommel och Erich von Manstein; den senare lär dock ha svarat motståndsrörelsen att "Preussiska officerare begår inte uppror" - däremot gjorde han ingen anmälan. Liknande var det med Rommel, vid tillfället högste befälhavare på den i Normandie nybildade västfronten. Rommel hade av de sammansvurna valts till att tillfälligt vara Tysklands ledare och avsluta kriget. När detta framkom i förhör med Caesar von Hofacker, tvingades Rommel att begå självmord. Även Rommels närmaste man på västfronten generallöjtnant Hans Speidel synades av Gestapo, men räddades av ett vittnesmål från en trovärdig kollega. (Speidel blev på 1950-talet Natochef.)
Folkdomstolen fortsatte sitt arbete sommaren och hösten 1944 och in i början av 1945. Den 3 februari 1945, i samma stund som Fabian von Schlabrendorff fördes in i rättegångssalen, träffades domstolsbyggnaden av en amerikansk bomb, vilken dödade domaren Freisler och förstörde merparten av handlingarna om de anklagade. Därigenom slapp Schlabrendorff undan levande.
Generalöverste Fromm avrättades inte förrän 1945, då han arkebuserades på Hitlers order. Chefen för det tyska kontraspionaget Abwehr, amiral Wilhelm Canaris, avrättades kort före krigsslutet. Andra som von Manstein hade mer tur, och överlevde både Gestapos utrensningar och påståenden om krigsbrott efter kriget (även om han 1949 av tysk domstol dömdes till ett kortare straff).
Efter attentatet arresterades åtminstone 7 000 personer av Gestapo. Enligt protokollen från führerns konferenser i flottfrågor (FCNA) upptog listan över avrättade 4 980 namn.

## Planerad regering
Om attentatet hade lyckats, skulle följande personer ha ingått i en ny regering.
- Riksståthållare: generalöverste Ludwig Beck
- Rikskansler: Carl Goerdeler
- Vicekansler: Wilhelm Leuschner
- Finansminister: Ludwig Schwerin von Krosigk (eventuellt, tillhörde inte motståndsrörelsen)
- Rustningsminister: Albert Speer (eventuellt, tillhörde inte motståndsrörelsen)
- Utrikesminister: Ulrich von Hassell (ersätts eventuellt av Heinrich Brüning)
- Inrikesminister: Fritz-Dietlof von der Schulenburg (ersätts senare av Julius Leber)
- Krigsminister: Ludwig Beck (tillfälligt, med Erich Hoepner som statssekreterare)
- Polisminister: Wolf-Heinrich von Helldorf (övergångslösning, ersätts snarast av Henning von Tresckow)
- Arbetsminister: Paul Lejeune-Jung
- Kulturminister: Johannes Popitz (övergångslösning)
- Justitieminister: överdomare Karl Sack (övergångslösning, ersätts av Josef Wirmer)
- Försörjningsminister: vakant
- Militär överbefälhavare: generalfältmarskalk Erwin von Witzleben
- Chef för reservarmén: generalöverste Friedrich Olbricht

## Filmatisering
Filmerna Stauffenberg (2004) och Valkyria (2008) bygger på denna händelse.